# ヘンダーソン夫人の贈り物
『ヘンダーソン夫人の贈り物』（ヘンダーソンふじんのおくりもの、Mrs. Henderson Presents）は、2005年のイギリスの歴史コメディ映画。スティーヴン・フリアーズ監督作。英国初のヌード・レビューを提供したヘンダーソン夫人を、実話を基に描く。

## キャスト
| 役名                     | 俳優                     | 日本語吹替 |
| ------------------------ | ------------------------ | ---------- |
| ローラ・ヘンダーソン     | ジュディ・デンチ         | 谷育子     |
| ヴィヴィアン・ヴァンダム | ボブ・ホスキンス         | 内海賢二   |
| モーリーン               | ケリー・ライリー         | 園崎未恵   |
| バーティー               | ウィル・ヤング           | 内田夕夜   |
| クロマー卿               | クリストファー・ゲスト   | 麦人       |
| レディ・コンウェイ       | セルマ・バーロウ         | 京田尚子   |
| ドリス                   | アンナ・ブリュースター   |            |
| フランシス               | ロザリンド・ハルステッド |            |
| ヴェラ                   | サラ・ソルマーニ         |            |
| ペギー                   | ナタリア・テナ           |            |
| コミック                 | リチャード・ドーマー     |            |

## あらすじ
1937年、富豪の未亡人：ローラ・ヘンダーソン夫人は、ロンドンのウインドミル劇場（en:Windmill Theatre、Windmillは風車の意）を購入し、ユダヤ人のヴィヴィアン・ヴァンダムを支配人にする。最初の興行は一日中絶え間なく公演するノンストップ・レビューで成功するが、他劇場が追随したため、瞬く間に人気も落ちる。そこで、ヘンダーソン夫人はヴァンダムに裸の女性を出演させるヌード・レビューを提案する。
ヴァンダムと、ダンサーのバーティーは、イギリス中から5人の女性を集める。一方、ヘンダーソン夫人は検閲官のクロマー卿を説得し、あくまで芸術として「裸の女性が動かない」ことを条件に、ヌード・レビュー上演の許可を取り付ける。ウインドミル劇場のヌード・レビューは大人気となるが、ヘンダーソン夫人はヴァンダムと対立したため、劇場へ出入り禁止になってしまう。夫人は変装を駆使し劇場に入り込むが、ヴァンダムのことは評価しており、「ヘンダーソン夫人提供」だけでなく「ヴァンダム制作」も書き加えるよう伝え、関係は改善した。
1939年、第二次世界大戦が始まり、観客には出征前の兵士の姿が、演目には国威高揚のものがそれぞれ目立つようになる。ドイツの勢力は拡大し、ついにはロンドンも空襲にさらされるようになる（バトル・オブ・ブリテン）が、地下にあるウインドミル劇場はヌード・レビューを続行する。ヘンダーソン夫人は、21歳の若い兵士がモーリーンに好意を寄せているのを知り、一計を案ずる。しかし、数ヶ月後、妊娠の発覚に動転したモーリーンは、空襲警報を知らずに屋外へ出かけ命を落とす。
やがて情勢の悪化から、「人が集まりすぎる」という理由で、閉場を命令される。劇場前に詰めかけた観客、クロマー卿、劇場関係者達の前で、ヘンダーソン夫人はヌード・レビューにこだわる理由を演説する。

## 賞歴
太字は受賞
- 第78回アカデミー賞
  - 主演女優賞 - ジュディ・デンチ
  - 衣装デザイン賞 - サンディ・パウエル
- ナショナル・ボード・オブ・レビュー賞
  - アンサンブル演技賞

## 評価
本作は高い評価を受けた。映画批評サイトのRotten Tomatoesには、137件のレビューがあり、批評家支持率は67％、平均点は10点満点中6.6点となっている。また、Metacriticには36件のレビューがあり、平均点は100点満点中71点となっている。
映画評論家のロジャー・イーバートは、本作を好意的に評価し、「この作品は傑作とは言えないし、ウィンドミル劇場も素晴らしい劇場とは言えない。しかし、両方とも及第点にはある。」とし、4つ星中3つの星を与えた。